# Cepheuptychia angelica
Espèce
Cepheuptychia angelica est une espèce de papillons de la famille des Nymphalidae et de la sous-famille des Satyrinae et du genre Cepheuptychia.

## Dénomination
Cepheuptychia angelica a été décrit par Arthur Gardiner Butler en 1874 sous le nom d' Euptychia angelica.

## Écologie et distribution
Cepheuptychia angelica est présent au Brésil.

### Protection
Pas de statut de protection particulier